# Richard Behn
Richard Behn (* 4. Juli 1886 in Lübeck; † 8. März 1974 in Hamburg) war ein deutscher Rechtsanwalt und Politiker (DVP, DP, GDP).

## Leben
Richard Wilhelm Arnold Behn studierte an der Georg-August-Universität Göttingen Rechtswissenschaft und wurde dort 1911 mit dem Thema Über die Voraussetzungen des Bürgerrechtserwerbs in den deutschen Städten des Mittelalters promoviert. Anschließend wurde er in Hamburg als Rechtsanwalt zugelassen. Er unterhielt eine gemeinsame Kanzlei mit seinen Partnern Wolfgang Borchert, Walter Grimm und Rudolf Sieveking. Behn war in der Weimarer Republik Mitglied der Deutschen Volkspartei, für die er von 1926 bis 1931 der Hamburgischen Bürgerschaft angehörte. Nach der Bürgerschaftswahl im April 1932 trat er als führender DVP-Politiker für eine Rechtskoalition unter Einschluss der NSDAP ein. Zum 1. Mai 1933 trat er der NSDAP bei (Mitgliedsnummer 3.002.926).
Nach dem Zweiten Weltkrieg schloss er sich der Deutschen Partei an, für die er 1953 auf der Liste des Hamburg-Blocks erneut in das Hamburger Landesparlament gewählt wurde, dem er bis 1957 angehörte. Nach der Fusion der DP mit dem GB/BHE wurde er Mitglied der neuen Gesamtdeutschen Partei, für die er bei der Bundestagswahl 1961 erfolglos als Spitzenkandidat auf der Hamburger Landesliste antrat.